# Asaccus saffinae
Asaccus saffinae es una especie de gecos pertenecientes a la familia Phyllodactylidae.

## Distribución geográfica y hábitat
Es endémica de cuevas en el Kurdistán iraquí.